# Foulayronnes
Foulayronnes település Franciaországban, Lot-et-Garonne megyében. Lakosainak száma 5480 fő (2022. január 1.). Foulayronnes Agen, Bajamont, Castella, Colayrac-Saint-Cirq, La Croix-Blanche, Laugnac, Madaillan és Pont-du-Casse községekkel határos.

## Népesség
A település népességének változása:
| Lakosok száma | 1997 | 3046 | 4343 | 4874 | 5231 | 5307 | 5430 | 5449 | 5479 | 5480 |
|               | 1968 | 1982 | 1990 | 2006 | 2013 | 2015 | 2017 | 2019 | 2020 | 2022 |